# Tonin nowozelandzki
Tonin nowozelandzki, delfin Hektora (Cephalorhynchus hectori) – gatunek ssaka z rodziny delfinowatych (Delphinidae). Najmniejszy przedstawiciel swojej rodziny i rzędu. Epitet gatunkowy honoruje Sir Jamesa Hectora, założyciela Muzeum Narodowego Nowej Zelandii.

## Występowanie
Nie występuje licznie, jego stada (około 2-5 osobników) można spotkać w przybrzeżnych wodach Nowej Zelandii wokół Wyspy Południowej i na zachód od Wyspy Północnej. Okresowo jednak łączą się w grupy 20-300 osobników. Niepokój budzą przypadkowe zaplątania się tych delfinów w sieci i śmierć z uduszenia lub śmierć głodowa.

## Pożywienie
Delfiny Hektora żywią się małymi rybami od powierzchniowych do przydennych oraz dziesięciornicami.

## Wygląd fizyczny
Są nieduże, największy zmierzony dotąd okaz samica, miała trochę ponad 1,5 metra długości i ważyła 57 kg. Małe zaraz po urodzeniu mierzą między 0,6 m a 0,7 m. Delfiny te mają czarną, niemal kwadratową płetwę grzbietową, szare boki i biały brzuch.

## Rozmnażanie
Delfiny Hektora osiągają dojrzałość płciową w wieku 7-9 lat, po osiągnięciu 119-145 cm długości. Młode rodzą się wczesnym latem oraz pomiędzy listopadem a lutym. Samica opiekuje się potomstwem około 1,5-2 lata.

## Podgatunki
Wyróżnionio dwa podgatunki C. hectori:
- C. hectori hectori – tonin nowozelandzki
- C. hectori maui – tonin północny – wpisany do Czerwonej Księgi IUCN w kategorii CR (krytycznie zagrożony)[10]